# Ла-Либертад (Чьяпас)
Ла-Либертад (исп. La Libertad) — посёлок в Мексике, штат Чьяпас, входит в состав одноимённого муниципалитета и является его административным центром. Численность населения, по данным переписи 2020 года, составила 2216 человек.

## Общие сведения
Название La Libertad (с исп. — «освобождённый, независимый») — дано в знак освобождения от испанской короны.
Поселение было основано в 1847 году на берегу реки Чакамас, на границе со штатом Табаско.
28 февраля 1868 года губернатор Хосе Панталеон Домингес присвоил ему статус посёлка.
В 1990 году в Ла-Либертаде был построен дом культуры.